# Maria Margaretha Kirch
Maria Margaretha Kirch, geborene Winkelmann, auch Maria Winkelmann-Kirch (* 25. Februar 1670 in Panitzsch bei Leipzig; † 29. Dezember 1720 in Berlin), war eine deutsche Astronomin. Sie gilt als erste Frau, die einen Kometen (Komet C/1702 H1) entdeckte.

## Leben
Maria Margaretha Winkelmann war die jüngste von drei Töchtern des lutherischen Pastors Matthias Winkelmann († 1682) und der Buch- und Tuchhändlerstochter Maria Töllner († 1683). Der Vater soll ihr Interesse an der Astronomie geweckt und gefördert haben. Mit 13 Jahren wurde sie durch den Tod ihrer Mutter Vollwaise und wuchs seitdem bei ihrer Schwester Sara Elisabeth auf. Als Vormund erzog und unterwies sie der pietistische Amtsnachfolger ihres Vaters in Panitzsch, Justinus Töllner, der später ihre Schwester heiratete. Ihre zweite Schwester Anna Magdalena heiratete dessen Bruder Heinrich Töllner. Maria Margaretha trat, vermutlich als Dienstbotin, in den Haushalt des mit Justinus Töllner befreundeten Bauern und Astronomen Christoph Arnold im Nachbardorf Sommerfeld ein, bei dem sie sich grundlegende Kenntnisse und Erfahrungen im Tätigkeitsbereich astronomischer Beobachtungen aneignete. Dort wurde sie auch in die ersten Grundlagen der Meteorologie eingeführt. Bei Arnold lernte sie ihren späteren Ehemann, den dreißig Jahre älteren verwitweten Astronomen und Kalendermacher Gottfried Kirch kennen, der Arnold Unterricht in Astronomie gab und mit ihm gemeinsame Beobachtungen durchführte.
Im Mai 1692 heiratete sie Gottfried Kirch, den sie bei den Observationen und Berechnungen unterstützte. Beide waren radikale Pietisten und mussten im Laufe der Verfolgungen der evangelischen Reformbewegung aufgrund der Festnahme einiger Glaubensbrüder Leipzig verlassen, woraufhin sie in Gottfrieds Geburtsstadt Guben zogen. Dort gebar sie ihre Kinder Marie (1693–1697), Christfried, Christine und Sophie (1698–1699). In Berlin kamen Dorothea Johanna (1701–1771) und Margaretha zur Welt. Dorothea Johanna war ab 1739 die dritte Ehefrau des Brandenburger Predigers Georg Christian Adler (1674–1751), des Vaters des gleichnamigen Predigers und Altertumforschers Georg Christian Adler. In erster Ehe war er seit 1706 mit Sara Justina Töllner (1683–1718) verheiratet, Tochter von Justinus Töllner und Sara Elisabeth.
Maria Margaretha Kirch entdeckte den Kometen von 1702 und gilt damit als erste Frau, die einen Kometen entdeckte. Sie machte auch Beobachtungen zum veränderlichen Stern Mira Ceti. Ihre Kinder Christfried und Christine unterstützten den Vater ebenfalls. Die Entdeckung des Kometen war zwar von ihrem Mann publiziert worden, doch Kirch wies in seinem Todesjahr in einer akademischen Schrift auf die Leistung seiner Frau hin. Sie bewarb sich vor diesem Hintergrund um die Nachfolge ihres Mannes an der Berliner Akademie der Wissenschaften, doch nach langer Beratungszeit wurde dieses Gesuch 1712 durch den Exekutivrat aufgrund ihres Geschlechts abgelehnt. Im Jahr 1712 erschien von ihr eine Schrift über die bevorstehende Konjunktion von Jupiter und Saturn. Kirch setzte ihre astronomischen Forschungen im Observatorium von Baron von Krosigk fort, bis dieser 1714 ebenfalls verstarb. In dieser Zeit erstellte sie astronomische Kalender für die Städte Breslau und Nürnberg und publizierte weitere Beobachtungen.
Ab 1716 durfte sie als Assistentin ihres Sohnes Christfried Kirch erneut an der Berliner Akademie der Wissenschaften tätig werden, bereits im Folgejahr wurde sie aber aufgrund ihrer wissenschaftlichen Expertise vom Gelände der Akademie verbannt. Auch die Töchter Christine und Margarethe waren später als Assistentinnen ihres Bruders tätig.
Maria Margaretha Kirch starb am 29. Dezember 1720 im Alter von 50 Jahren in Berlin.

## Ehrungen

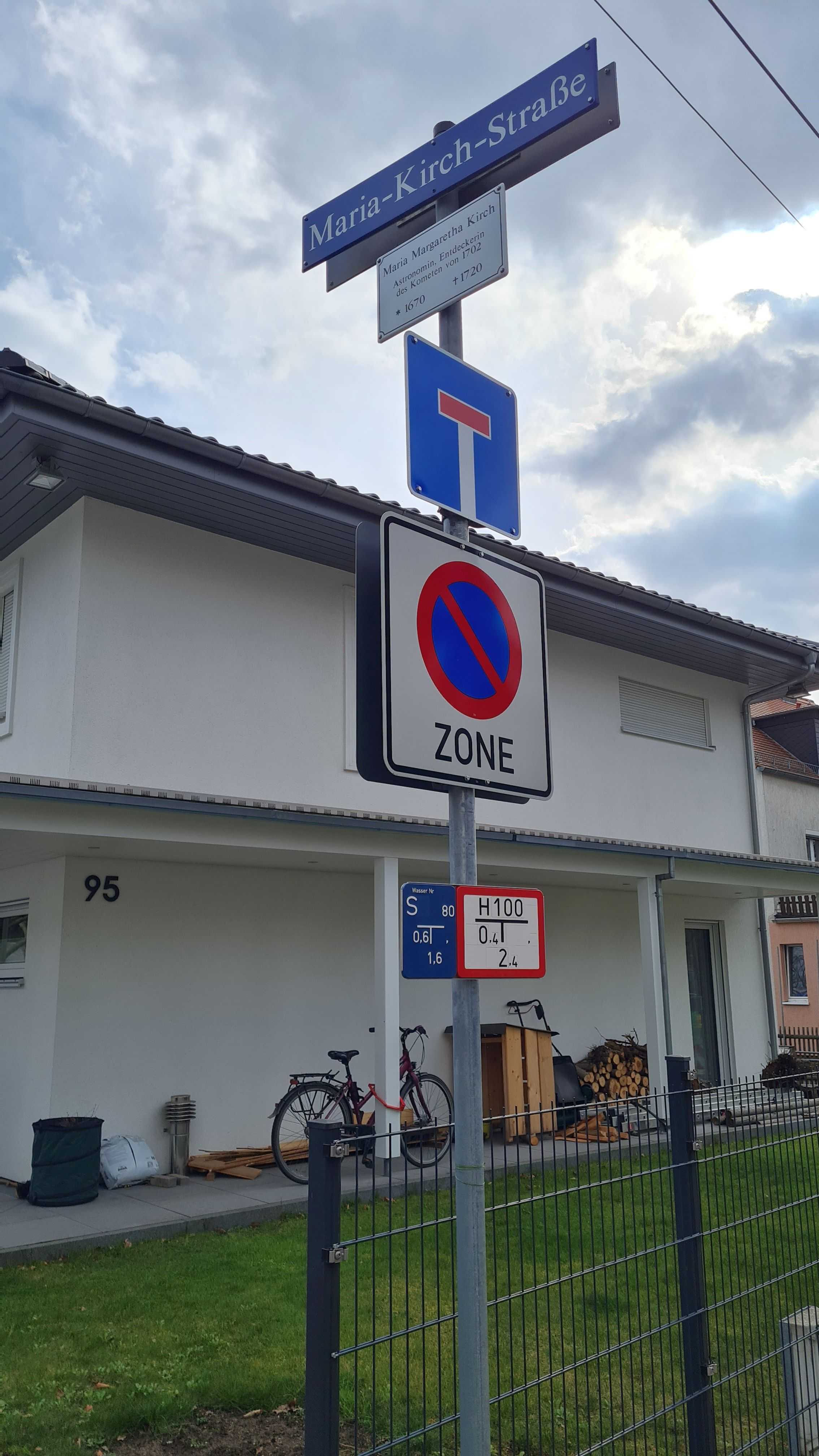
Maria-Kirch-Straße, Dresden

Nach Maria Margaretha Kirch ist der Asteroid (9815) Mariakirch benannt.
Die Maria-Kirch-Straßen in Dresden-Trachau und Mannheim tragen ihren Namen.